# Кримка (річка)
Кри́мка — річка в Україні, права протока-рукав річки Кільчень до річки Самари.
Протока формує західну й південну межу Самарського острову, на якому був зведений у 18 сторіччі Катеринослав (Кільченський).
При утворенні Самарської Затоки греблею Дніпрогесу обмілила.
При гирлі Кримки, на розі при впадінні у Самару було старе бродницьке й згодом козацьке місто Самар. Тепер тут знаходиться заповідний музей «Самар» та селище Шевченко.
Над Кримкою з правого берега розташовані селища Самарівка (колишнє Йозефсталь, Йосипівка) та Шевченко (колишня Самар).